# Japan: Earth's Enchanted Islands
Japan: Earth's Enchanted Islands (nota anche come Wild Japan sul mercato internazionale) è una serie di documentari naturalistici che esplorano i paesaggi e la fauna selvatica del Giappone. La serie è narrata da Michelle Dockery e coprodotta dalla BBC Natural History Unit, da NHK e da National Geographic Channel. Suddivisa in tre puntate, è andata in onda per la prima volta nel Regno Unito nel giugno 2015 su BBC Two e BBC Two HD. In Italia è stata trasmessa su Rai 5.

## Episodi

### 1. «Honshu: l'isola incantata» (Honshu)
- Prodotto e diretto da: Gavin Maxwell
- Messa in onda originale: 8 giugno 2015

Honshu è l'isola più grande del Giappone, dove più di 100 milioni di persone vivono in un'area grande un sesto della Francia. Qui il paesaggio presenta le caratteristiche più estreme tra quelle delle circa 6800 isole giapponesi, con alcuni dei luoghi più freddi e più nevosi dell'intero Paese nel nord dell'isola intorno ad Aomori o nelle «Alpi» giapponesi delle sue regioni centrali. Sulla stessa isola sono state però registrate anche alcune delle temperature estive più elevate durante l'umido periodo di luglio e agosto, quando cessano le piogge cadute durante la breve stagione piovosa di giugno. In queste aree si trovano orsi dal collare, sirau e macachi, mentre nelle città come Tokyo è possibile incontrare il cane procione, qui chiamato tanuki.

### 2. «Kyushu e le incontaminate isole Nansei» (The Southwest Islands)
- Prodotto e diretto da: David Marks
- Messa in onda originale: 15 giugno 2015

Con la seconda puntata ci rechiamo nella quarta isola del Giappone per dimensioni, Kyushu, e nella catena di piccole isole che si estendono verso sud, dalla più popolosa, Okinawa, a Yonaguni, situata ad appena 80 km da Taiwan. A Kyushu si trova il vulcano più attivo del Giappone, il Sakurajima. Grazie al suolo ricco di minerali, qui vengono coltivati ortaggi di grandi dimensioni e la gente si riposa seppellita nel terreno riscaldato dalla sabbia. Yakushima, l'isola successiva, ospita foreste di alberi di cedro millenari che sono state dichiarate patrimonio dell'umanità dall'UNESCO. Quest'isola ospita una popolazione di cervi sika e di macachi di 10.000 esemplari ciascuna. Tra le mangrovie e nelle foreste di Iriomote si incontrano alcuni dei cinghiali più piccoli del mondo, mentre sulle spiagge vengono a riprodursi le tartarughe verdi.

### 3. «Hokkaido: isola primitiva» (Hokkaido)
- Prodotto e diretto da: Susie Painter
- Messa in onda originale: 22 giugno 2015

Hokkaido è la grande isola settentrionale separata dal resto del Giappone da un profondo tratto di mare. In passato era collegata alla Siberia e molti rappresentanti della fauna selvatica, come orsi bruni, tamia e molti altri, vi giunsero prima che la calotta di ghiaccio che la univa alla terraferma si sciogliesse alla fine dell'ultima era glaciale. L'isola rimase sotto il controllo dei suoi abitanti originari, gli Ainu, fino a quando i coloni giapponesi, nel XIX secolo, non ne fecero il granaio del Giappone, coltivando grano, patate, mais e lavanda nei brevi e caldi mesi estivi. Cervi sika e gru della Manciuria si aggirano per i campi in cerca di un pasto.